# The Spark Divine
The Spark Divine è un film muto del 1919 diretto da Tom Terriss e interpretato da Alice Joyce. Prodotto dalla Vitagraph Company of America e distribuito dalla Greater Vitagraph, il film uscì nelle sale il 30 giugno 1919.

## Trama
Marcia Van Arsdale vive in un ambiente freddo e formale, interessato solo al riconoscimento dello stato sociale di appartenenza. Questo modo di vivere la porta a considerare gli uomini con estrema indifferenza. Quando Robert Jardine, proprietario di una miniera, giunge a New York e provoca la rovina del padre di Marcia manipolando il mercato del rame, i Van Arsdale spingono la giovane a sposare Robert anche se lei dichiara che non potrà amarlo mai.
Dal matrimonio nasce un bambino. Marcia, però, sembra non amare il piccolo. Quando però il figlio viene rapito, l'amore materno la vince sull'indifferenza e Marcia confessa al marito di essersi innamorata anche di lui. Alla fine, Robert le rivelerà che è stato lui a portare via il bambino, per farla reagire in qualche modo. Il piccolo torna a casa e tutta la famiglia è felicemente riunita.

## Produzione
Il film fu prodotto dalla Vitagraph Company of America.

## Distribuzione
Distribuito dalla Vitagraph Company of America, il film uscì nelle sale cinematografiche statunitensi il 30 giugno 1919.